# Clémensat
Clémensat ist eine französische Gemeinde mit 121 Einwohnern (Stand: 1. Januar 2022) im Département Puy-de-Dôme in der Region Auvergne-Rhône-Alpes (vor 2016 Auvergne). Sie gehört zum Arrondissement Issoire und zum Kanton Le Sancy (bis 2015 Champeix). 

## Lage
Clémensat liegt etwa 29 Kilometer südlich von Clermont-Ferrand am Couze Pavin in der Limagne. Umgeben wird Clémensat von den Nachbargemeinden Montaigut-le-Blanc im Norden und Westen, Champeix im Norden und Nordosten, Saint-Vincent im Osten und Südosten sowie Saint-Floret im Süden und Südwesten.

## Weblinks

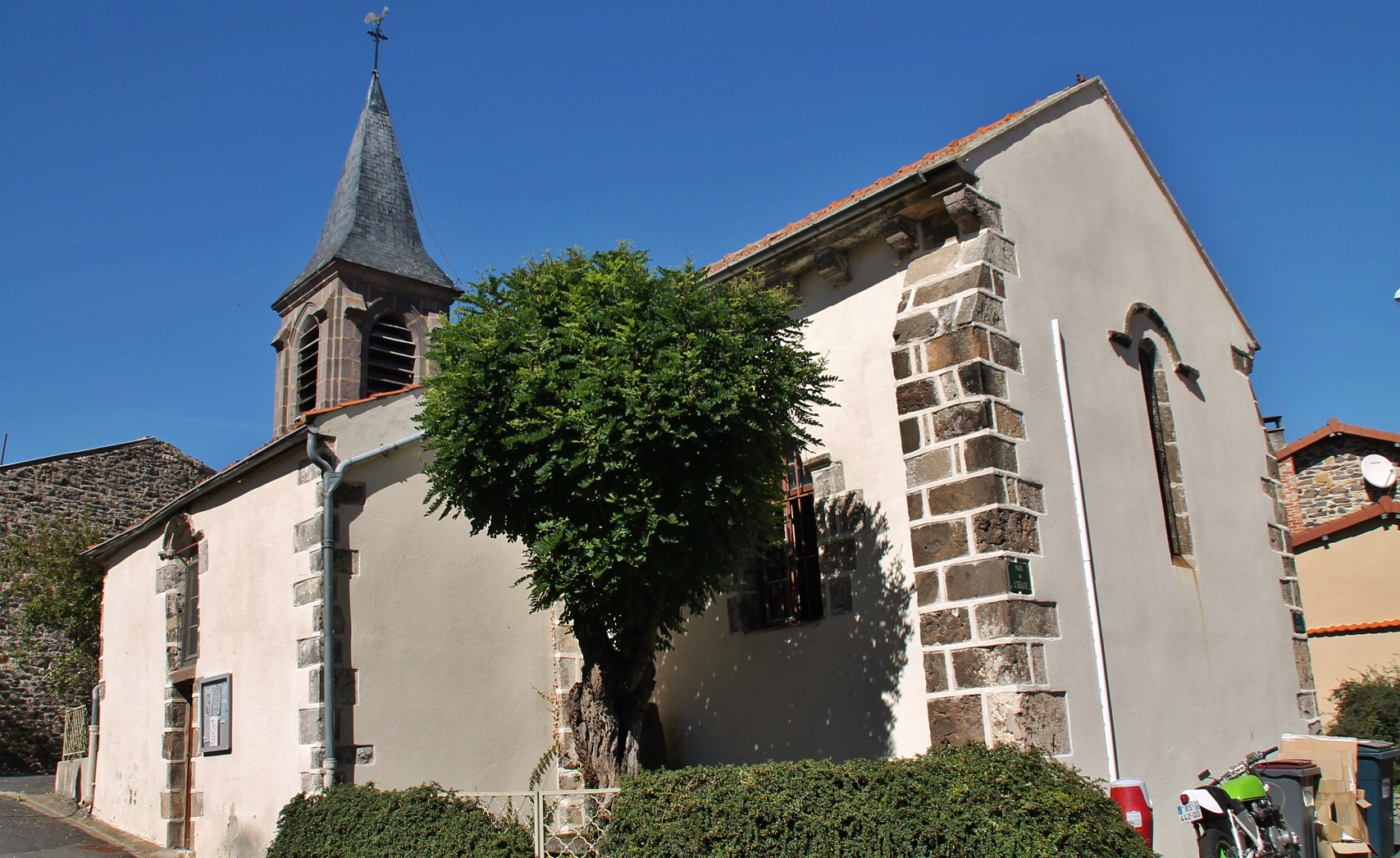
Kirche

## Bevölkerungsentwicklung
| Jahr                       | 1962 | 1968 | 1975 | 1982 | 1990 | 1999 | 2006 | 2013 |
| Einwohner                  | 69   | 65   | 50   | 58   | 69   | 80   | 98   | 114  |
| Quellen: Cassini und INSEE |      |      |      |      |      |      |      |      |

## Sehenswürdigkeiten
- Kirche